# Чивитали, Маттео
Маттео Чивитали (итал. Matteo Civitali; 5 июня 1436, Лукка, Тоскана — 12 октября 1501, Лукка) — скульптор, архитектор и инженер раннего итальянского Возрождения.

## Биография

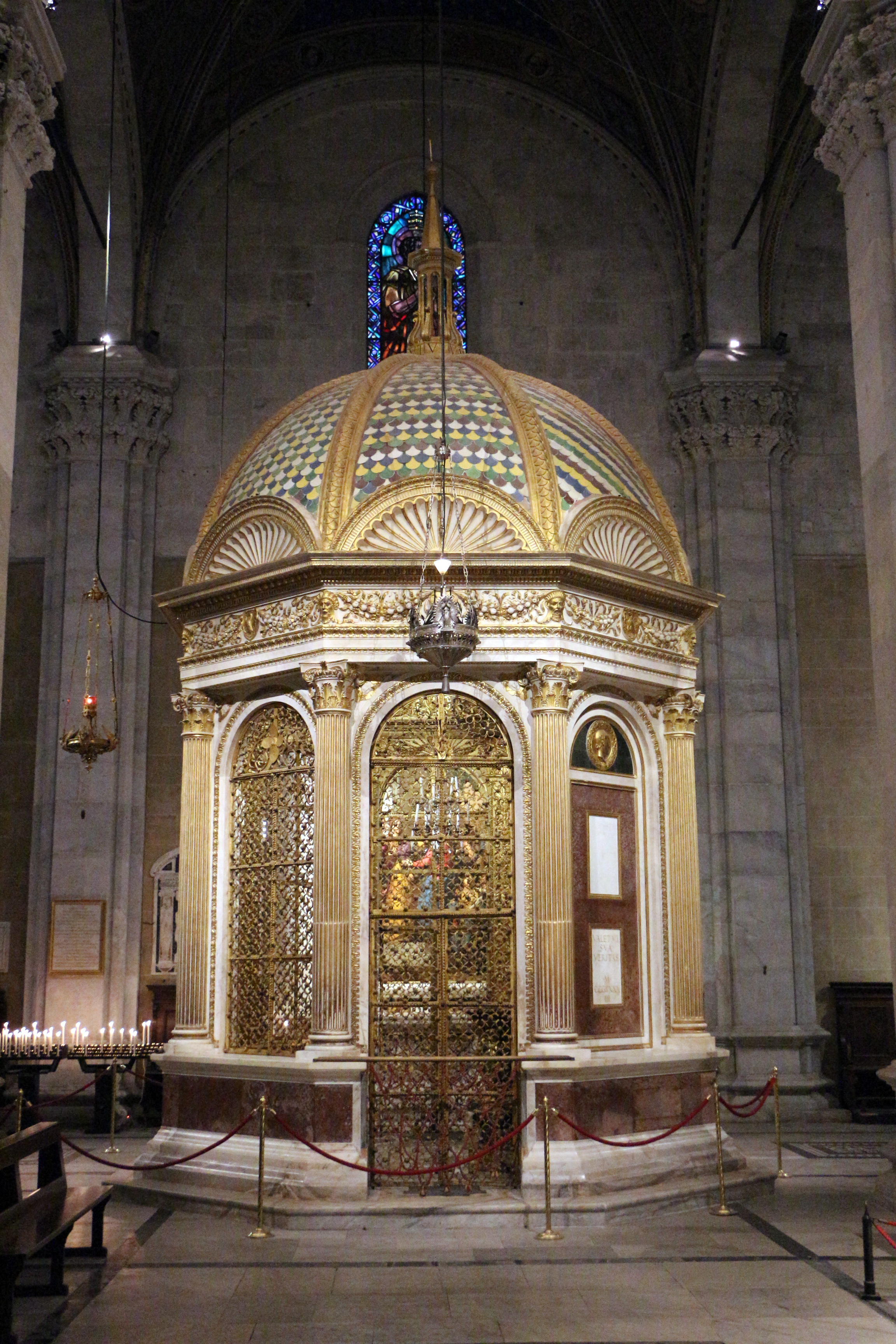
Темпьетто Святого Лика. 1482. Собор Сан-Мартино, Лукка

Маттео родился в Лукке, в Тоскане. Своё имя он наследовал от отца, Джованни да Чивитале, который был фриульцем и происходил из Чивидале-дель-Фриули, столицы Фриульского герцогства. Маттео учился во Флоренции, в придворной среде герцогов де Медичи, но его основная деятельность связана с родным городом Лукка. Маттео занимался живописью и архитектурой, но прославился именно в качестве скульптора.
Он начал с подражания Донателло, но затем использовал достижения Антонио Росселлино, Мино да Фьезоле, Дезидерио да Сеттиньяно и Бенедетто да Майано. Поэтому его искусство, происходящее из различных влияний, отлично от римской и северной школ. Более того, «он склонен превращать монументальность в ровное, порой патетическое настроение, завораживающее играми светотени».
Отдельно стоящая капелла, или «храмик», Святого Лика (Тempietto del Volto Santo) в кафедральном соборе Лукки, построенная в 1484 году для хранения чтимой иконы «Святого Лика Лукки», установлена в левом нефе собора Сан-Мартино в Лукке. Дуомо также содержит виртуальную антологию скульптур Маттео, поскольку он работал над алтарём Сан-Романо, а также создал статую Святого Себастьяна для Храма Святого Лика и два надгробия в правом трансепте.
Маттео действовал в Пизе, Лукке, Сарцане. Его произведения также находятся в соборе Сан-Лоренцо в Генуе, в капелле Сан-Джованни Баттиста. Маттео Чивитали умер 12 октября 1501 года. Его сын Николао Чивитали работал скульптором и архитектором в Лукке.

## Галерея

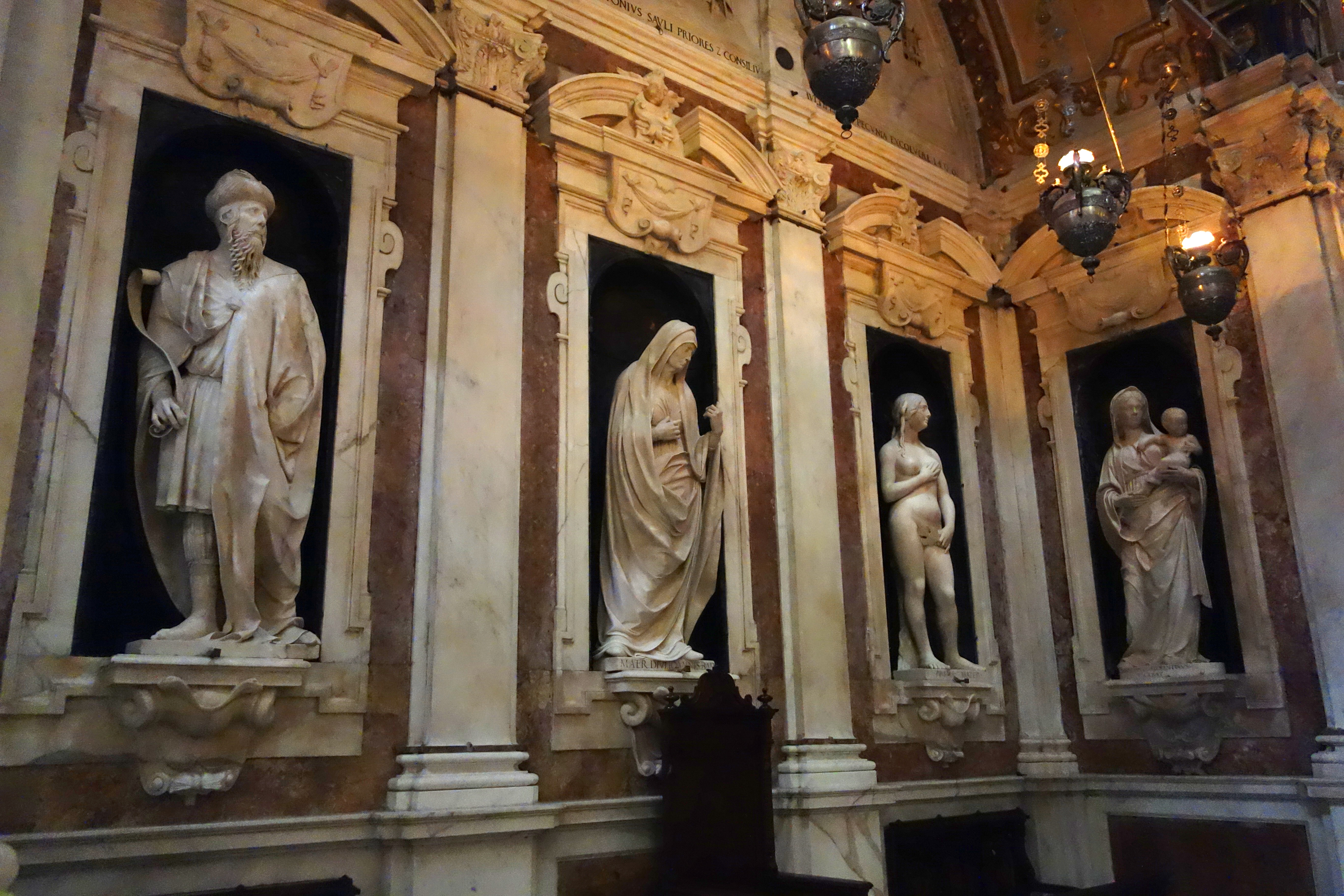
Статуи Исайи, Елизаветы и Евы (Мадонна работы Андреа Сансовино). Собор Сан-Лоренцо, Генуя
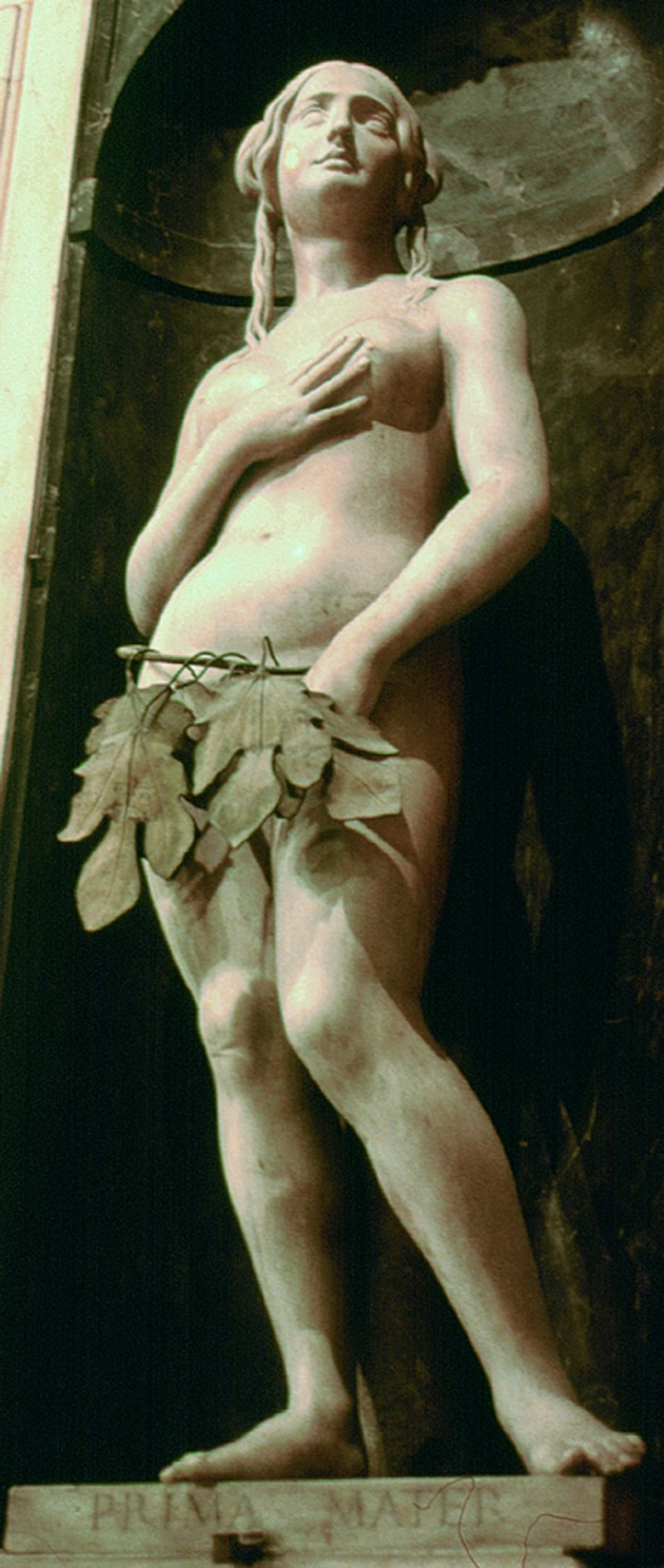
Ева. Собор Сан-Лоренцо, Генуя
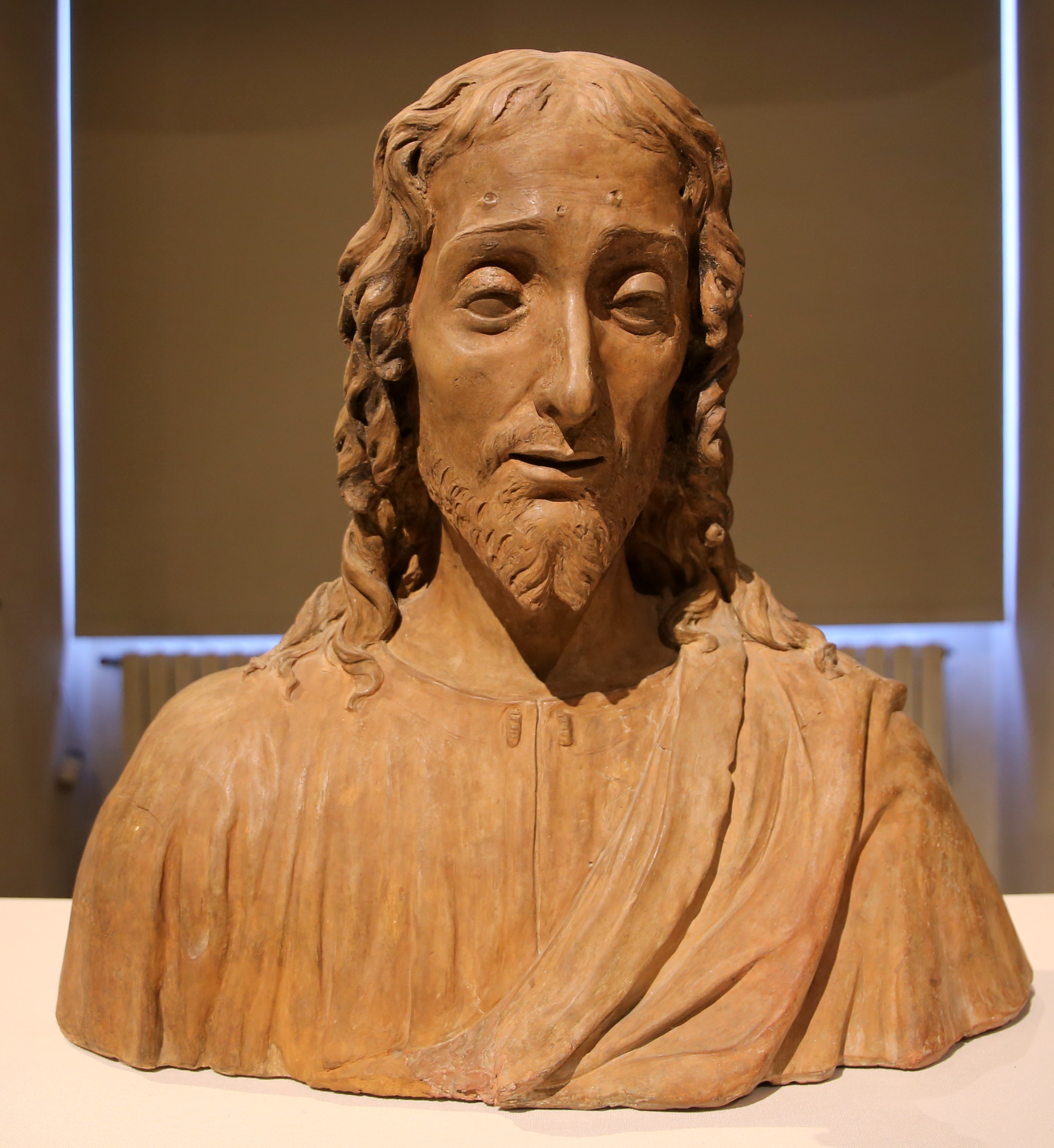
Спаситель. 1485—1490. Терракота. Национальный музей виллы Гуиниджи, Лукка
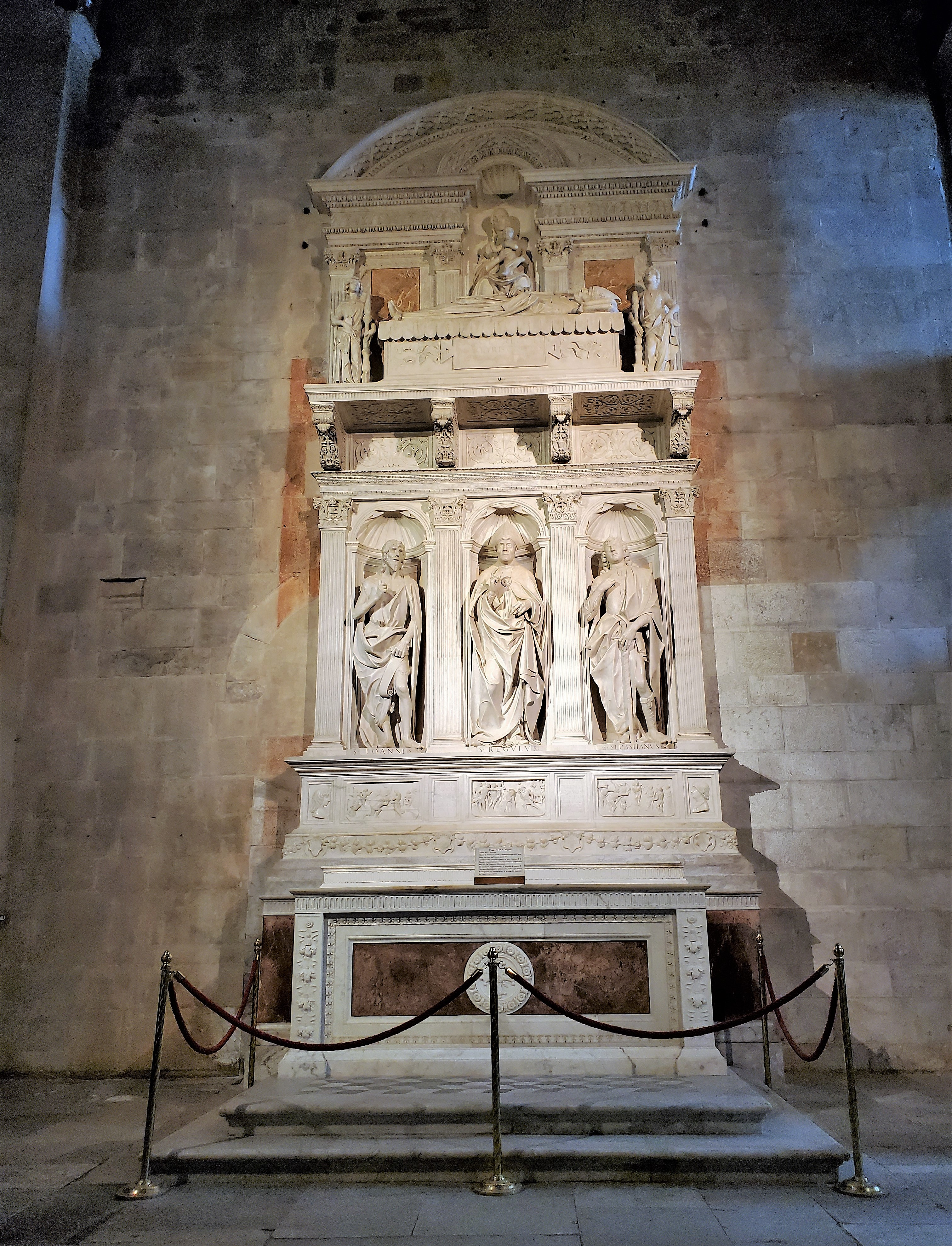
Алтарь Сан-Реголо. 1484. Собор Сан-Мартино, Лукка
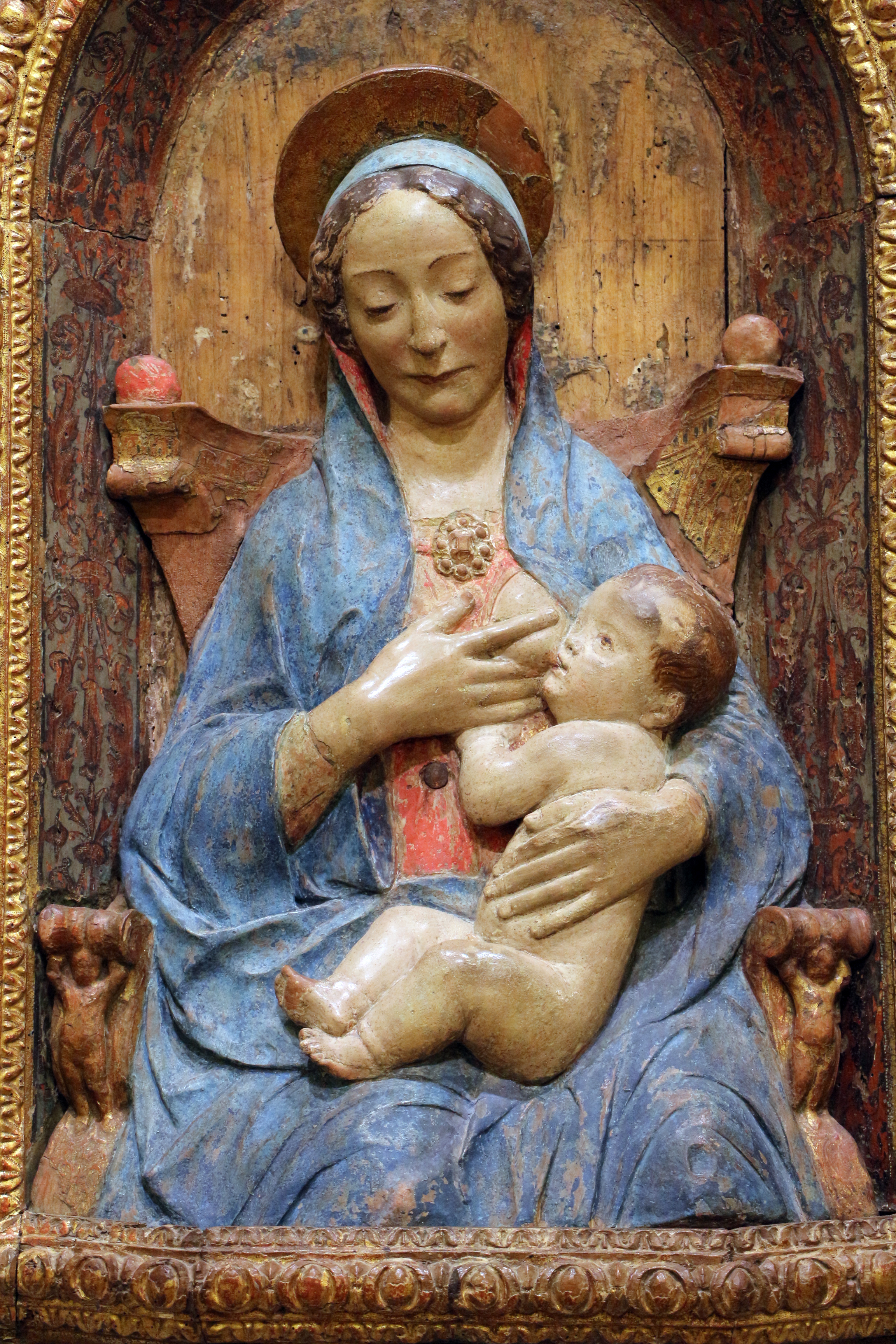
Maдонна дель Латте (Кормящая). 1480-е. Терракота
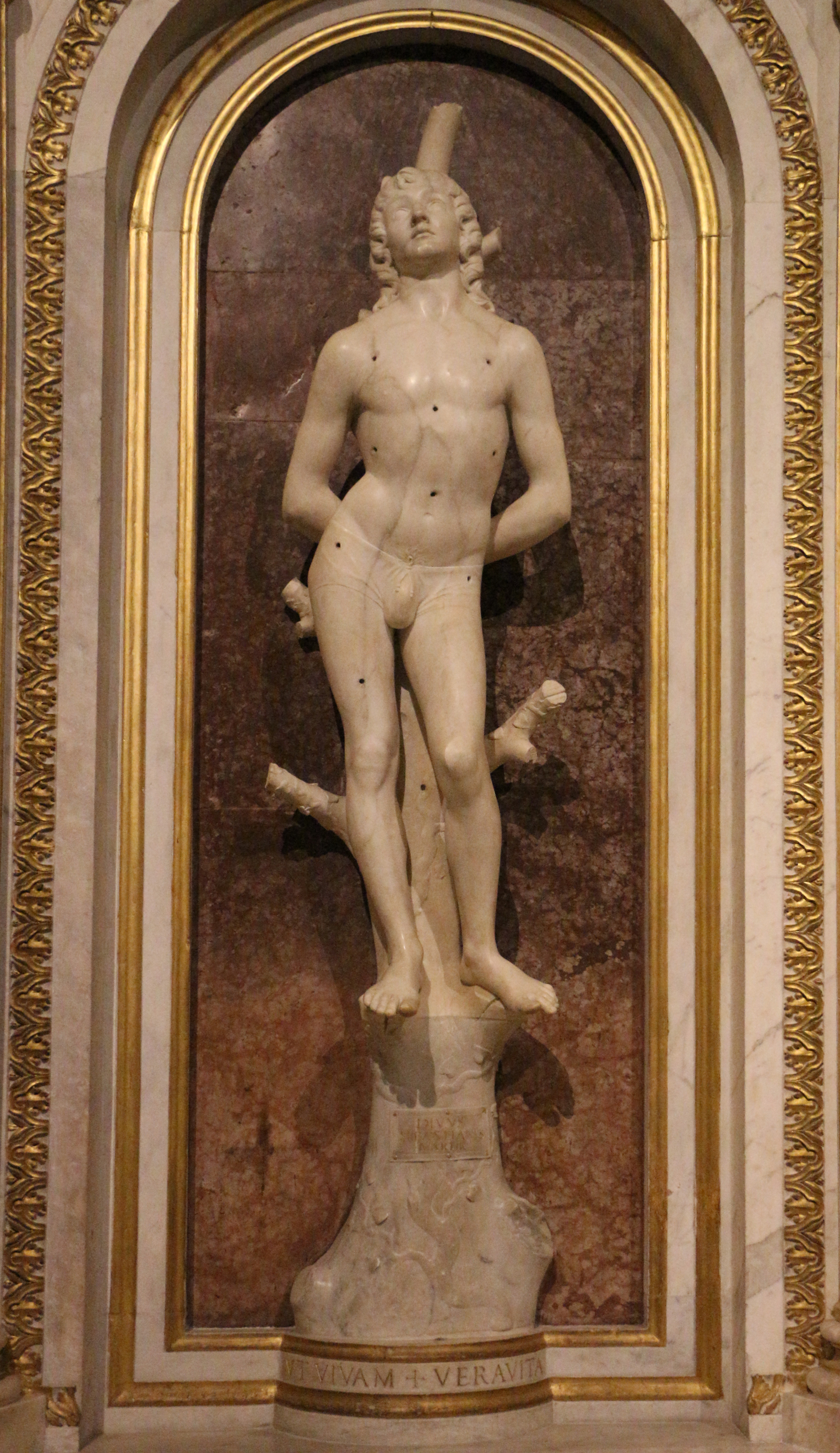
Святой Себастьян. Темпьетто Святого Лика. 1482—1484. Собор Сан-Мартино, Лукка